# Twi’lekek
A twi’lekek a Csillagok háborúja elképzelt univerzumának egyik értelmes népe, akik a Ryloth nevű bolygón élnek.

## Leírásuk
A twi’lek fajba tartozó élőlények emberszerűek, fejükből két (ritkán négy pl.: Orn Free Taa) „fej farok”, úgynevezett lekku nő ki. Ezek a lekkuk izmosak és mozgásuk a tulajdonosuk lelkiállapotát tükrözi. Bőrük pigmentált, előfordulnak kék, sárga, zöld, lila, fekete fehér és piros színben. A férfiaknak az emberekhez hasonló füleik vannak, míg a nők füle tölcsérszerű; a nemek közötti különbség a fogakban is mutatkozik, hiszen a férfiaké hegyesek, míg a nőké tompák. A kultúrájukban a férfiak magasabb rendűek, mint a nők, ezért szabadon eladhatják őket rabszolgának. A twi’lek faj gazdasága a rabszolga-kereskedelmen alapult. A nőket táncosnőként, kísérőként, vagy egyéb alantas munkát végzőként adják el. Legalábbis Nola Tarkona vezérnő hatalomra jutásáig, aki betiltotta a rabszolga-kereskedelmet és megalkotta a Young Jedi Knights című könyvsorozatban a Diversity Alliance-t. Nola Tarkonától kezdve a twi’lekek fő gazdasági forrása a ryll nevű fűszer lett. Ez a fűszer a Ryloth bolygó barlangjaiban nő.

## Megjelenésük a filmekben, videójátékokban
A twi’lekek több filmben, sorozatban és videójátékban is láthatók.
Talán a leghíresebb twi’lek a kékbőrű Aayla Secura jedi lovag volt. Ő 6 évesen lett padawan (jedi-tanonc). Miután átment a próbákon, kitűnően ismerte a fénykardforgatás művészetét, az Ataru stílust Quinlan Vos mester révén sajátította el. A geonosisi csatában pár kockából álló képsorok erejéig, de azért jól kivehetően, feltűnik. A Felucián volt, amikor a 66-os parancsot Palpatine elrendelte. Bly parancsnok ekkor Aayla ellen fordult és hátulról, klónkatonái támogatásával lelőtte.
Más ismertebb twi’lekek: a „Star Wars: Knights of the Old Republic” című videójátékból származó Griff Vao és húga Mission, és Oola, aki Jabba, a hutt twi’lek táncosnője volt. A Jedi Visszatér filmben Jabba a rancor (emberevő szörny) elé vetette.
Orn Free Taa a twi’lek anyabolygó, a Ryloth szenátora volt a klónháborúk idején. A rutián (kékbőrű) rasszba tartozó szenátor sem az étkezésben való mértéktartásáról (kövér volt és falánk), sem az éles helyzetekben tanúsított bátorságáról nem híresült el, ellenben vérbeli, igazi korrupt politikus volt. Egy ideig Palpatine feltétlen támogatói közé tartozott. A filmsorozatban főként a Baljós árnyakban, valamint az A klónok támadásában szerepel (szövege nincs, csak Palpatine küldöttségeit kíséri, Jerome Blake ill. Matt Rowan alakította).
A „Klónok háborúja” című animációs sorozatban azonban többször is feltűnik, általában komikus mellékalakként, bár a "Ryloth-trilógiában" komolyabb szerepe van, mivel a kölcsönös bizalmatlanság ellenére szövetséget köt a radikális szabadsághőssel, Cham Syndullával, Mace Windu közvetítése nyomán. Syndulla szabadcsapatai csatlakoztak a Köztársasági klónezredekhez, így sikerült a Ryloth-ot felszabadítani a szeparatista helytartó, Wat Tambor emír és megszálló droidserege uralma alól. Orn Free Taa ezúttal megtartotta a Syndullának adott szavát, és nem engedte, hogy a Köztársaság katonái ott maradjanak a bolygón, továbbá csatlakozott a mandalori kormányfő, Satine Kryze mintegy ezerötszáz világot tömörítő „Semleges Rendszerek Tanácsa” nevű mozgalmához, amely a klónháborúból kimaradni kívánó bolygókat és népeket kívánta egyesíteni.
Mission Vao, az utcán nevelkedett, tipikus tizenéves twi'lek lány, általában be nem áll a szája.
A The Book of Boba Fett című sorozatban Garsa Fwip, két felszolgálója és Mok Shaiz főudvarmestere jelenik meg.
Héra  Syndulla: Champ Syndulla lánya. Gyermekkorában az édesanyja egy fold alatti bunkerbe rejtette el addig ameddig tartanak a harcok. Később amikor a birodalom vette át a hatalmat a Rájloth felett Hera nagybátyja, Góbi ahelyett ,hogy támogatta volna a megszállókat, lázadásra buzdított. Hérát magával vitte a Rájloth egy holdjára ahol a rossz osztagtól fegyvereket vásárolt. A visszatérés során a birodalom lelőtte a hajót és  fogságba ejtette a csapatot. A szülei kiszabadítsák a lányt, de ők maguk fogságba estek. Héra a rossz osztagtól kért segítséget, akik felmérték a terepet, de úgy döntöttek, hogy nem tudnak segíteni, mert túl sok a katona és a tetejébe még Célkereszt is ott van. Omega mindenképp segíteni akar neki így előálltak egy tervvel, amivel végül sikerült kiszabadítani a szüleit.
A Lázadókban: Remek pilóta, ő a Szellem kapitánya. Ő a főnix század vezetője. Romantikus kapcsolatban van Kanan Jarrus jedi-lovaggal akitől később egy Jason Syndulla nevű gyermeke születik. Chopper tulajdonosa ő rakta rendbe miután lezuhant a a gépe.

## Fordítás
- Ez a szócikk részben vagy egészben  a   List of Star Wars creatures című angol Wikipédia-szócikk ezen változatának fordításán alapul.  Az eredeti cikk szerkesztőit annak laptörténete sorolja fel. Ez a jelzés csupán a megfogalmazás eredetét és a szerzői jogokat jelzi, nem szolgál a cikkben szereplő információk forrásmegjelöléseként.